# Лачина, Ирина Олеговна
Ирина Олеговна Лачина (рум. Irina Lachina, род. 29 августа 1971 или 1972, Бельцы, Молдавская ССР, СССР) — советская и российская актриса театра и кино.

## Биография
Дочь актёров Светланы Тома и Олега Лачина (1947 — апрель 1972). В 1989 году окончила общеобразовательную школу с золотой медалью, в 1993 году — с отличием театральное училище им. Щукина. Стала известна в 1991 году после фильма Всеволода Шиловского «Блуждающие звёзды» по Шолом-Алейхему. В 1998 году получила специальный приз Видео студии Гданьск (Польша) за главную роль в фильме польских кинематографистов «У Христа за пазухой», а в 1999 году — приз Веры Холодной в номинации «И божество, и вдохновенье…».
Участвовала во втором сезоне проекта «Цирк со звёздами» на Первом канале.
Снималась в киножурнале «Ералаш».

## Личная жизнь
Замужем за актёром Олегом Будриным (род. 29 апреля 1969), воспитывает дочь Машу (в одной из серий сериала «Маросейка, 12» Мария Будрина (род. 18 декабря 1991), будучи девятилетней, сыграла дочь героя Дмитрия Харатьяна), с 2008 года по 2014 год училась на режиссёрском факультете Гуманитарного института телевидения и радиовещания имени М. А. Литовчина.

## Участие в телепроектах
- Приняла участие в телеигре «Форт Боярд» (третий выпуск 2003 года): играла с Максимом Покровским, Александром Песковым, Антоном Зайцевым, Игорем Петренко и Олесей Лосевой. Выигрыш — 59 130 рублей.
- 10 марта 2007 года приняла участие в программе «Кто хочет стать миллионером?» вместе со мамой, Светланой Тома. Ответили на 11 вопросов. Выигрыш — 100 000 рублей.
- 2 апреля 2017 года приняла участие в программе «Сто к одному» (команда «Одеваемся красиво»: Ирина Сашина, Юлия Ромашина, Наталья Душегрей и Ольга Зиновская).
- 9 октября 2018 года — гостья программы «Мой герой» на телеканале «ТВЦ».
- 5 марта 2019 года — гостья программы «Судьба человека» с Борисом Корчевниковым.

## Фильмография
- 1979 — Здравствуйте, я приехал! — Дана
- 1991 — Блуждающие звёзды — Рейзл
- 1994 — Адское пекло / Hellfire — юная Карлотта
- 1995 — Французский вальс — Лена
- 1998 — У Христа за пазухой / U Pana Boga za piecem (Польша) — Маруся
- 2000 — 2001 — Тайны дворцовых переворотов — Анна Петровна
- 2000 — Маросейка, 12 — Дарья
- 2001 — Леди Бомж — Лизавета Басаргина
- 2001 — Леди Босс — Лизавета Басаргина
- 2003 — Люди и тени 2: Оптический обман — Наташа
- 2003 — Лучший город Земли — Вера Гладилина
- 2003 — Ералаш (выпуск № 161, сюжет «Ябеда»)[5] — Афродита Ивановна, учительница
- 2004 — Нежное чудовище — Алёна Владимировна Позднякова
- 2005 — Бухта Филиппа — Вероника
- 2006 — Охота на гения — Шейла
- 2006 — Своя чужая сестра — Анна Соколова
- 2007 — Шутка — Людмила Сальникова
- 2007 — В саду у Господа Бога / U Pana Boga w ogródku (Польша) — Маруся Наливайко
- 2007 — На мосту
- 2008 — Слабости сильной женщины — Зоська
- 2008 — Тяжёлый песок — Рахиль Рахленко
- 2009 — Морской патруль — Люся
- 2010 — Гидравлика — Ирина (Решка)
- 2010 — Белый налив — Саша
- 2010 — Медвежий угол — Люся
- 2010 — Я подарю себе чудо — Лена
- 2010 — Подарок судьбы — Марина Ракитина
- 2011 — Охраняемые лица — Мария Краснова
- 2011 — А счастье где-то рядом — Ирина Пантелеева
- 2011 — Только ты — Эля
- 2011 — Контакт — Ольга
- 2012 — Собачья работа — Тоня Смагина
- 2013 — Ералаш (выпуск № 274, сюжет «Первое свидание»)[6] — мама Насти
- 2015 — Юрочка — Татьяна
- 2016 — Экипаж — пассажирка-юристка
- 2016 — Воронины — Анна Золотарёва, сестра Веры